# Mýto
Mýto (németül Mauth) város Csehországban, Rokycanyi járásban. Mýto Medový Újezd, Sirá, Těškov, Kařízek, Těně, Strašice, Holoubkov, Cekov, Cheznovice és Olešná településekkel határos. Lakosainak száma 1594 fő (2024. január 1.).

## Népesség
A település lakosságának változását az alábbi diagram mutatja:
| Lakosok száma | 2114 | 2287 | 2191 | 1823 | 1497 | 1506 | 1518 | 1538 | 1536 | 1594 |
|               | 1869 | 1900 | 1921 | 1961 | 1980 | 2011 | 2016 | 2019 | 2021 | 2024 |